# Serielles Intervall

Zeitabstände in einer Infektkette

Das serielle Intervall (engl. serial interval) bezeichnet in der Epidemiologie von Infektionskrankheiten den zeitlichen Abstand zwischen analogen Phasen einer Erkrankung bei zwei aufeinander folgenden Gliedern einer Infektkette, also von Generation n nach Generation n+1. Die Symptome einer Infektionskrankheit lassen sich in der Regel besser datieren als etwa die Infektion oder der Beginn der Infektiosität. Daher wird das serielle Intervall meist nach der Symptomatik bestimmt, beispielsweise als zeitlicher Abstand zwischen dem Beginn der Symptomatik (klinischer „Erkrankung“) einer Person nach Ablauf der Inkubationszeit und dem Symptombeginn bei einer von ihr infizierten Person der nächsten Generation der Infektkette. Die Bestimmung erfolgt durch Beobachtung einer Infektionskette nach Möglichkeit unter kontrollierten Bedingungen, etwa in einem Krankenhaus. Das serielle Intervall misst in solchen Fällen also – unter Annahme mittlerer Inkubationszeiten – die Zeit zwischen dem Ausbruch der Krankheit in aufeinanderfolgenden Generationen infizierter Personen.
Dagegen ist Generationszeit (engl. generation time) ein Begriff, der die Zeit zwischen der Infektion einer Person und dem Zeitpunkt der Sekundärinfektion einer von ihr angesteckten Person bezeichnet. Der Infektionszeitpunkt kann aber meist nicht genau bestimmt werden, so dass als Näherung für die Generationszeit das leichter zu ermittelnde serielle Intervall genutzt wird.
Die Länge des seriellen Intervalls ist verschieden von der Inkubationszeit – der Zeit von der Ansteckung bis zum Beginn der Erkrankung (Auftreten erster Symptome). Die betreffende Person kann ggf. den Erreger schon weitergeben, selbst wenn noch keine Krankheitssymptome festzustellen sind. Dann ist die Latenzzeit kürzer als die Inkubationszeit. Dies ist beispielsweise häufig der Fall bei COVID-19. Genauso kann eine infizierte Person nach einiger Zeit nicht mehr infektiös sein, auch wenn noch Krankheitssymptome vorhanden sind. Im Allgemeinen ist das serielle Intervall länger als die Inkubationszeit.
Das Minimum der beobachteten seriellen Intervalle gibt einen Hinweis darauf, wie lang die präinfektiöse Phase ist, also der Zeit zwischen Infektion und Beginn der Infektiosität. Damit kann indirekt bestimmt werden, ab wann eine infizierte Person ansteckend ist.
Das serielle Intervall hat sehr unterschiedliche Längen. Bei einigen chronisch verlaufenden Infektionskrankheiten wie Herpes und HIV ist es sehr groß. Es hängt auch vom Umgang mit der Infektion ab: In einer Untersuchung zu COVID-19 in China verkürzte sich das serielle Intervall durch Isolationsmaßnahmen zwischen dem 9. Januar und dem 13. Februar 2020 von 7,8 auf 2,6 Tage. Bei SARS betrug es 8,4 Tage (Standardabweichung 3,8) bei einer Auswertung von Fällen aus Singapur, war aber für Fälle am Anfang der Epidemie, als noch keine strengen Maßnahmen in Kraft waren, höher (Wert von 10), so dass es insgesamt auf 8 bis 12 geschätzt wurde.
Der Vergleich der Anzahl von Neuinfektionen über zwei aufeinanderfolgende Generationszeiten wird zur Abschätzung der Reproduktionszahl einer Epidemie verwendet. Für die Generationszeit bzw. deren Annäherung durch das serielle Intervall wird in der Epidemiologie bei genauerer Behandlung auch eine zeitliche Verteilungsfunktion benutzt und es ergeben sich verschiedene Zusammenhänge zwischen Reproduktionszahl R und Wachstumsrate r je nach Wahl der Verteilungsfunktion (siehe Euler-Lotka-Gleichung). Diese bildet insbesondere die unterschiedliche Infektiosität im zeitlichen Verlauf der infektiösen Periode ab. Die Generationszeit kann sich auch zeitlich ändern, wenn Maßnahmen zum Beispiel zur Kontaktsperre oder Isolation ergriffen werden, denn dann nimmt nicht nur die Anzahl der Folgeinfektionen ab, sondern es verkürzt sich auch die Generationszeit da in diesem Fall die meisten Ansteckungen am Anfang der Infektion erfolgen.